# 莱斯普尔西
莱斯普尔西（法語：Lespourcy，法語發音：[lɛspuʁsi]）是法国大西洋比利牛斯省的一个市镇，属于波城区。

## 地理
莱斯普尔西（43°21'38"N, 0°9'0"W）面积7.09 平方千米，位于法国新阿基坦大区大西洋比利牛斯省，该省份为法国东南部省份，涵盖了贝阿恩与北巴斯克，西临大西洋比斯開灣，北至朗德省，东北接热尔省，东临上比利牛斯省，南与西班牙接壤。
与莱斯普尔西接壤的市镇（或旧市镇、城区）包括：阿贝尔、隆比亚、圣洛朗-布列塔尼、塞兹-莫贝克、塞泽尔、于罗斯特。
莱斯普尔西的时区为UTC+01:00、UTC+02:00（夏令时）。

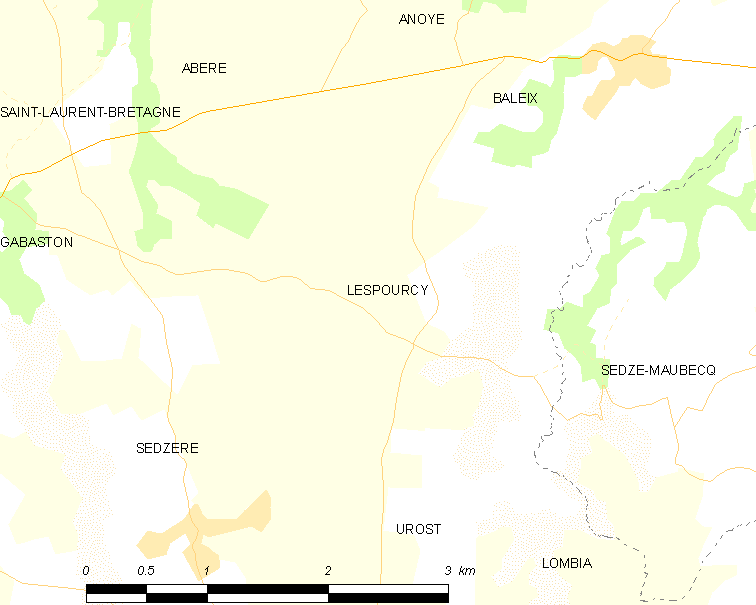
莱斯普尔西的OSM定位图

## 行政
莱斯普尔西的邮政编码为64160，INSEE市镇编码为64338。

## 政治
莱斯普尔西所属的省级选区为莫尔拉斯与蒙塔内雷斯地区县。

## 人口

1962-2008年间莱斯普尔西人口变化图示

莱斯普尔西于2022年1月1日时的人口数量为183人。